# Schwimmweltmeisterschaften 2024
| Medaillenspiegel | Medaillenspiegel        | Medaillenspiegel | Medaillenspiegel | Medaillenspiegel | Medaillenspiegel |
| Platz            | Land                    | G                | S                | B                | Gesamt           |
| ---------------- | ----------------------- | ---------------- | ---------------- | ---------------- | ---------------- |
| 1                | Volksrepublik China     | 23               | 8                | 2                | 33               |
| 2                | Vereinigte Staaten      | 9                | 6                | 8                | 23               |
| 3                | Australien              | 7                | 12               | 5                | 24               |
| 4                | Niederlande             | 5                | 4                | —                | 9                |
| 5                | Großbritannien          | 4                | 5                | 9                | 18               |
| 6                | Italien                 | 3                | 10               | 6                | 19               |
| 7                | Kanada                  | 2                | 3                | 6                | 11               |
| 8                | Südkorea                | 2                | 1                | 2                | 5                |
| 9                | Neuseeland              | 2                | 1                | 1                | 4                |
| 9                | Schweden                | 2                | 1                | 1                | 4                |
| 11               | Portugal                | 2                | —                | 1                | 3                |
| 12               | Irland                  | 2                | —                | —                | 2                |
| 13               | Spanien                 | 1                | 5                | 4                | 10               |
| 14               | Frankreich              | 1                | 4                | 1                | 6                |
| 15               | Deutschland             | 1                | 2                | 3                | 6                |
| 16               | Mexiko                  | 1                | 1                | 4                | 6                |
| 17               | Ungarn                  | 1                | 1                | 2                | 4                |
| 17               | Japan                   | 1                | 1                | 2                | 4                |
| 17               | Ukraine                 | 1                | 1                | 2                | 4                |
| 20               | Griechenland            | 1                | 1                | 1                | 3                |
| 20               | Hongkong                | 1                | 1                | 1                | 3                |
| 22               | Litauen                 | 1                | 1                | —                | 2                |
| 23               | Kroatien                | 1                | —                | —                | 1                |
| 23               | Kasachstan              | 1                | —                | —                | 1                |
| 25               | Nordkorea               | —                | 2                | —                | 2                |
| 26               | Österreich              | —                | 1                | 1                | 2                |
| 27               | Dänemark                | —                | 1                | —                | 1                |
| 27               | Israel                  | —                | 1                | —                | 1                |
| 27               | Schweiz                 | —                | 1                | —                | 1                |
| 30               | Polen                   | —                | —                | 3                | 3                |
| 31               | Kolumbien               | —                | —                | 2                | 2                |
| 31               | Ägypten                 | —                | —                | 2                | 2                |
| 31               | Neutrale Athleten       | —                | —                | 2                | 2                |
| 34               | Bosnien und Herzegowina | —                | —                | 1                | 1                |
| 34               | Brasilien               | —                | —                | 1                | 1                |
| 34               | Rumänien                | —                | —                | 1                | 1                |
| 34               | Südafrika               | —                | —                | 1                | 1                |

Die 21. Schwimmweltmeisterschaften fanden vom 2. bis 18. Februar 2024 im katarischen Doha statt. Dies gab der Schwimmweltverband FINA am 12. Juli 2022 bekannt. Die Verlegung von 2023 auf 2024 gründet in der Verschiebung der Schwimmweltmeisterschaften 2021 im japanischen Fukuoka aufgrund der COVID-19-Pandemie auf den 14. bis 30. Juli 2023.
Russische und belarussische Sportler durften auf Grund des Angriffskrieges gegen die Ukraine nur als unabhängige neutrale Athleten an den Start gehen. Von der FINA werden sie als Neutral Independent Athletes geführt. Hierfür waren die Erfüllung besonderer Voraussetzungen, wie keine aktive Unterstützung des russischen Angriffskriegs in der Ukraine, kein Abspielen der Hymnen, kein Zeigen der Nationalflaggen und definierte Anti-Doping-Maßnahmen erforderlich.
Die FINA vergab am 31. Januar 2016 im ungarischen Budapest die Welttitelkämpfe für 2023 an die Hauptstadt des Emirats Katar nach Doha an den Persischen Golf.

## Austragungsorte
Die meisten Wettbewerbe wurden im Aspire Dome ausgetragen. Das Wasserspringen fand im Hamad Aquatic Centre statt. Für die Freiwasserwettbewerbe stand der alte Hafen von Doha zur Verfügung.

## Ergebnisse Beckenschwimmen

### Frauen

#### 50 m Freistil
| Platz | Land | Athletin             | Zeit         |
| ----- | ---- | -------------------- | ------------ |
| 1     | SWE  | Sarah Sjöström       | 23,69 s      |
| 2     | USA  | Kate Douglass        | 23,91 s (AM) |
| 3     | POL  | Katarzyna Wasick     | 23,95 s      |
| 4     | AUS  | Shayna Jack          | 24,27 s      |
| 5     | CAN  | Taylor Ruck          | 24,50 s      |
| 6     | GBR  | Anna Hopkin          | 24,51 s      |
| 7     | POL  | Kornelia Fiedkiewicz | 24,69 s      |
| 8     | SWE  | Michelle Coleman     | 24,79 s      |

#### 100 m Freistil
| Platz | Land | Athletin                   | Zeit    |
| ----- | ---- | -------------------------- | ------- |
| 1     | NED  | Marrit Steenbergen         | 52,26 s |
| 2     | HKG  | Siobhan Bernadette Haughey | 52,56 s |
| 3     | AUS  | Shayna Jack                | 52,83 s |
| 4     | USA  | Kate Douglass              | 53,02 s |
| 5     | GBR  | Anna Hopkin                | 53,09 s |
| 6     | BRA  | Stephanie Balduccini       | 54,05 s |
| 7     | POL  | Kornelia Fiedkiewicz       | 54,06 s |
| 8     | CZE  | Barbora Seemanová          | 54,64 s |

#### 200 m Freistil
| Platz | Land | Athletin                   | Zeit        |
| ----- | ---- | -------------------------- | ----------- |
| 1     | HGK  | Siobhan Bernadette Haughey | 1:54,89 min |
| 2     | NZL  | Erika Fairweather          | 1:55,77 min |
| 3     | AUS  | Brianna Throssell          | 1:56,00 min |
| 4     | CZE  | Barbora Seemanová          | 1:56,13 min |
| 5     | BRA  | Maria Fernanda Costa       | 1:56,85 min |
| 6     | HUN  | Nikolett Pádár             | 1:56,89 min |
| 7     | AUS  | Shayna Jack                | 1:57,24 min |
| 8     | CHN  | Ai Yanhan                  | 1:57,53 min |

#### 400 m Freistil
| Platz | Land | Athletin                         | Zeit        |
| ----- | ---- | -------------------------------- | ----------- |
| 1     | NZL  | Erika Fairweather                | 3:59,44 min |
| 2     | CHN  | Li Bingjie                       | 4:01,62 min |
| 3     | GER  | Isabel Gose                      | 4:02,39 min |
| 4     | BRA  | Maria De Oliveira Da Silva Costa | 4:02,86 min |
| 5     | BRA  | Gabrielle Roncatto               | 4:04,18 min |
| 6     | CHN  | Yang Peiqi                       | 4:05,73 min |
| 7     | NZL  | Eve Thomas                       | 4:05,87 min |
| 8     | ARG  | Agostina Hein                    | 4:10,33 min |

#### 800 m Freistil
| Platz | Land | Athletin          | Zeit        |
| ----- | ---- | ----------------- | ----------- |
| 1     | ITA  | Simona Quadarella | 8:17,44 min |
| 2     | GER  | Isabel Gose       | 8:17,53 min |
| 3     | NZL  | Erika Fairweather | 8:22,26 min |
| 4     | NZL  | Eve Thomas        | 8:24,86 min |
| 5     | ARG  | Agostina Hein     | 8:29,19 min |
| 6     | JPN  | Ichika Kajimoto   | 8:29,24 min |
| 7     | AUS  | Kiah Melverton    | 8:29,35 min |
| 8     | HUN  | Ajna Késely       | 8:29,83 min |
| 9     | AUS  | Maddy Gough       | 8:36,43 min |

#### 1500 m Freistil
| Platz | Land | Athletin                 | Zeit         |
| ----- | ---- | ------------------------ | ------------ |
| 1     | ITA  | Simona Quadarella        | 15:46,99 min |
| 2     | CHN  | Li Bingjie               | 15:56,62 min |
| 3     | GER  | Isabel Gose              | 15:57,55 min |
| 4     | NZL  | Eve Thomas               | 16:09,43 min |
| 5     | FRA  | Anastasiia Kirpichnikova | 16:12,98 min |
| 6     | CHN  | Yang Peiqi               | 16:13,08 min |
| 7     | AUS  | Maddy Gough              | 16:18,85 min |
| 8     | CHI  | Kristel Köbrich          | 16:18,90 min |

#### 50 m Rücken
| Platz | Land | Athletin        | Zeit    |
| ----- | ---- | --------------- | ------- |
| 1     | USA  | Claire Curzan   | 27,43 s |
| 2     | AUS  | Iona Anderson   | 27,45 s |
| 3     | CAN  | Ingrid Wilm     | 27,61 s |
| 4     | GBR  | Lauren Cox      | 27,65 s |
| 5     | GRE  | Theodora Drakou | 27,84 s |
| 6     | POL  | Adela Piskorska | 28,09 s |
| 7     | NED  | Kira Toussaint  | 28,18 s |
| 8     | SWE  | Louise Hansson  | 28,32 s |

#### 100 m Rücken
| Platz | Land | Athletin        | Zeit        |
| ----- | ---- | --------------- | ----------- |
| 1     | USA  | Claire Curzan   | 58,29 s     |
| 2     | AUS  | Iona Anderson   | 59,12 s     |
| 3     | CAN  | Ingrid Wilm     | 59,18 s     |
| 4     | AUS  | Jaclyn Barclay  | 59,28 s     |
| 5     | GBR  | Lauren Cox      | 59,60 s     |
| 6     | GBR  | Kathleen Dawson | 1:00,42 min |
| 7     | NED  | Maaike de Waard | 1:00,64 min |
| 8     | NED  | Kira Toussaint  | 1:00,73 min |

#### 200 m Rücken
| Platz | Land | Athletin              | Zeit        |
| ----- | ---- | --------------------- | ----------- |
| 1     | USA  | Claire Curzan         | 2:05,77 min |
| 2     | AUS  | Jaclyn Barclay        | 2:08,21 min |
| 3     | NAA  | Anastassija Schkurdaj | 2:09,08 min |
| 4     | HUN  | Eszter Szabó-Feltóthy | 2:09,76 min |
| 5     | POL  | Laura Bernat          | 2:09,92 min |
| 6     | HUN  | Gabriela Georgiewa    | 2:10,11 min |
| 7     | HUN  | Dóra Molnár           | 2:11,01 min |
| 8     | GBR  | Freya Colbert         | 2:11,22 min |

#### 50 m Brust
| Platz | Land | Athletin         | Zeit         |
| ----- | ---- | ---------------- | ------------ |
| 1     | LTU  | Rūta Meilutytė   | 29,40 s      |
| 2     | CHN  | Tang Qianting    | 29,51 s (AS) |
| 3     | ITA  | Benedetta Pilato | 30,01 s      |
| 4     | RSA  | Lara van Niekerk | 30,47 s      |
| 5     | FIN  | Ida Hulkko       | 30,60 s      |
| 6     | USA  | Piper Enge       | 30,69 s      |
| 7     | FIN  | Veera Kivirinta  | 30,73 s      |
| 8     | IRL  | Mona McSharry    | 30,96 s      |

#### 100 m Brust
| Platz | Land | Athletin                   | Zeit        |
| ----- | ---- | -------------------------- | ----------- |
| 1     | CHN  | Tang Qianting              | 1:05,27 min |
| 2     | NED  | Tes Schouten               | 1:05,82 min |
| 3     | HKG  | Siobhan Bernadette Haughey | 1:05,92 min |
| 4     | LTU  | Kotryna Teterevkova        | 1:06,02 min |
| 5     | IRL  | Mona McSharry              | 1:06,42 min |
| 6     | NIA  | Alina Smuschka             | 1:06,58 min |
| 7     | CHN  | Yang Chang                 | 1:06,75 min |
| 8     | CAN  | Sophie Angus               | 1:07,09 min |

#### 200 m Brust
| Platz | Land | Athletin        | Zeit        |
| ----- | ---- | --------------- | ----------- |
| 1     | NED  | Tes Schouten    | 2:19,81 min |
| 2     | USA  | Kate Douglass   | 2:20,91 min |
| 3     | CAN  | Sydney Pickrem  | 2:22,94 min |
| 4     | NIA  | Alina Smuschka  | 2:24,44 min |
| 5     | IRL  | Mona McSharry   | 2:24,89 min |
| 6     | CZE  | Kristyna Horska | 2:25,34 min |
| 7     | BRA  | Gabrielle Silva | 2:25,66 min |
| 8     | CHE  | Lisa Mamié      | 2:26,23 min |

#### 50 m Schmetterling
| Platz | Land | Athletin           | Zeit    |
| ----- | ---- | ------------------ | ------- |
| 1     | SWE  | Sarah Sjöström     | 24,63 s |
| 2     | FRA  | Mélanie Henique    | 25,44 s |
| 3     | EGY  | Farida Osman       | 25,67 s |
| 4     | RSA  | Erin Gallagher     | 25,69 s |
| 5     | GER  | Angelina Köhler    | 25,71 s |
| 6     | AUS  | Alexandria Perkins | 25,85 s |
| 7     | GRE  | Anna Doudounaki    | 25,89 s |
| 8     | AUS  | Brianna Throssell  | 25,96 s |

#### 100 m Schmetterling
| Platz | Land | Athletin           | Zeit    |
| ----- | ---- | ------------------ | ------- |
| 1     | GER  | Angelina Köhler    | 56,28 s |
| 2     | USA  | Claire Curzan      | 56,61 s |
| 3     | SWE  | Louise Hansson     | 56,94 s |
| 4     | AUS  | Brianna Throssell  | 56,97 s |
| 5     | GRE  | Anna Doudounaki    | 57,62 s |
| 6     | AUS  | Alexandria Perkins | 57,68 s |
| 7     | RSA  | Erin Gallagher     | 57,83 s |
| 8     | JPN  | Chiharu Iitsuka    | 58,23 s |

#### 200 m Schmetterling
| Platz | Land | Athletin              | Zeit        |
| ----- | ---- | --------------------- | ----------- |
| 1     | GBR  | Laura Stephens        | 2:07,35 min |
| 2     | DEN  | Helena Rosendahl Bach | 2:07,44 min |
| 3     | BIH  | Lana Pudar            | 2:07,92 min |
| 4     | USA  | Rachel Klinker        | 2:08,19 min |
| 5     | CHN  | Ma Yonghui            | 2:08,77 min |
| 6     | HUN  | Boglárka Kapás        | 2:08,81 min |
| 7     | HUN  | Dalma Sebestyén       | 2:09,80 min |
| 8     | KOR  | Park Su-jin           | 2:10,09 min |

#### 200 m Lagen
| Platz | Land | Athletin           | Zeit        |
| ----- | ---- | ------------------ | ----------- |
| 1     | USA  | Kate Douglass      | 2:07,05 min |
| 2     | CAN  | Sydney Pickrem     | 2:08,56 min |
| 3     | CHN  | Yiting Yu          | 2:09,01 min |
| 4     | ISR  | Anastasia Gorbenko | 2:10,17 min |
| 5     | NED  | Marrit Steenbergen | 2:10,24 min |
| 6     | GBR  | Abbie Wood         | 2:11,20 min |
| 7     | FRA  | Charlotte Bonnet   | 2:11,23 min |
| 8     | CAN  | Ashley McMillan    | 2:13,48 min |

#### 400 m Lagen
| Platz | Land | Athletin           | Zeit        |
| ----- | ---- | ------------------ | ----------- |
| 1     | GBR  | Freya Colbert      | 4:37,14 min |
| 2     | ISR  | Anastasia Gorbenko | 4:37,36 min |
| 3     | ITA  | Sara Franceschi    | 4:37,86 min |
| 4     | SRB  | Anja Crevar        | 4:38,93 min |
| 5     | HUN  | Boglárka Kapás     | 4:39,78 min |
| 6     | FRA  | Cyrielle Duhamel   | 4:41,95 min |
| 7     | CAN  | Tessa Cieplucha    | 4:43,02 min |
| 8     | JPN  | Ichika Kajimoto    | 4:43,61 min |

#### 4 × 100 m Freistil
| Platz | Land | Athletinnen                                                                              | Zeit        |
| ----- | ---- | ---------------------------------------------------------------------------------------- | ----------- |
| 1     | NED  | Kim Busch Janna van Kooten Kira Toussaint Marrit Steenbergen                             | 3:36,61 min |
| 2     | AUS  | Brianna Throssell Alexandria Perkins Abbey Harkin Shayna Jack                            | 3:36,93 min |
| 3     | CAN  | Rebecca Smith Sarah Fournier Katerine Savard Taylor Ruck                                 | 3:37,95 min |
| 4     | POL  | Katarzyna Wasick Kornelia Fiedkiewicz Zuzanna Famulok Julia Maik                         | 3:38,65 min |
| 5     | ITA  | Chiara Tarantino Sofia Morini Emma Virgina Menicucci Costanza Cocconcelli                | 3:38,67 min |
| 6     | BRA  | Ana Carolina Viera Stephanie Balduccini Maria de Oliviera de Silva Costa Aline Rodrigues | 3:40,56 min |
| 7     | CHN  | Ai Yanhan Ma Yonghui Gong Zhenqui Lyu Yue                                                | 3:41,11 min |
| 8     | SLO  | Neza Klancar Janja Šegel Katja Fain Hana Sekuti                                          | 3:41,72 min |

#### 4 × 200 m Freistil
| Platz | Land | Athletinnen                                                                  | Zeit        |
| ----- | ---- | ---------------------------------------------------------------------------- | ----------- |
| 1     | CHN  | Li Bingjie Yang Peiqi Ai Yanhan Gong Zhenqui                                 | 7:47,26 min |
| 2     | GBR  | Freya Colbert Lucy Hope Abbie Wood Medi Eira Harris                          | 7:50,90 min |
| 3     | AUS  | Abbey Harkin Shayna Jack Brianna Throssell Kiah Melverton                    | 7:51,41 min |
| 4     | BRA  | Stephanie Balduccini Maria Fernanda Costa Gabrielle Roncatto Aline Rodrigues | 7:52,71 min |
| 5     | NZL  | Erika Fairweather Laticia-Leigh Transom Eve Thomas Caitlin Deans             | 7:53,02 min |
| 6     | CAN  | Rebecca Smith Sienna Angove Emma O’Croinin Taylor Ruck                       | 7:55,71 min |
| 7     | NED  | Janna van Kooten Imani de Jong Silke Holkenborg Marrit Steenbergen           | 7:55,84 min |
| 8     | HUN  | Nikolett Pádár Minna Ábrahám Dóra Molnár Ajna Késely                         | 7:56,58 min |

#### 4 × 100 m Lagen
| Platz | Land | Athletinnen                                                               | Zeit        |
| ----- | ---- | ------------------------------------------------------------------------- | ----------- |
| 1     | AUS  | Iona Anderson Abbey Harkin Brianna Throssell Shayna Jack                  | 3:55,98 min |
| 2     | SWE  | Louise Hansson Sophie Hansson Sarah Sjöström Michelle Coleman             | 3:56,35 min |
| 3     | CAN  | Ingrid Wilm Sophie Angus Rebecca Smith Taylor Ruck                        | 3:56,43 min |
| 4     | CHN  | Sun Mingxia Tang Qianting Yu Yiting Ai Yanhan                             | 3:59,16 min |
| 5     | NED  | Kira Toussaint Tes Schouten Maaike de Waard Kim Busch                     | 4:00,26 min |
| 6     | ITA  | Francesca Pasquino Benedetta Pilato Costanza Cocconcelli Chiara Tarantino | 4:00,34 min |
| 7     | POL  | Adela Piskorska Dominika Sztandera Paulina Peda Kornelia Fiedkiewicz      | 4:01,73 min |
| 8     | HKG  | Stephanie Au Siobhan Bernadette Haughey Natalie Kan Camille Cheng         | 4:03,15 min |

### Männer

#### 50 m Freistil
| Platz | Land | Athlet             | Zeit    |
| ----- | ---- | ------------------ | ------- |
| 1     | UKR  | Wladyslaw Buchow   | 21,44 s |
| 2     | AUS  | Cameron McEvoy     | 21,45 s |
| 3     | GBR  | Benjamin Proud     | 21,53 s |
| 4     | USA  | Michael Andrew     | 21,71 s |
| 5     | AUS  | Isaac Cooper       | 21,77 s |
| 6     | NED  | Kenzo Simons       | 21,81 s |
| 7     | SWE  | Björn Seeliger     | 21,83 s |
| 8     | GRE  | Kristian Gkolomeev | 21,84 s |

#### 100 m Freistil
| Platz | Land | Athlet             | Zeit    |
| ----- | ---- | ------------------ | ------- |
| 1     | CHN  | Pan Zhanle         | 47,53 s |
| 2     | ITA  | Alessandro Miressi | 47,72 s |
| 3     | HUN  | Nándor Németh      | 47,78 s |
| 4     | GBR  | Matthew Richards   | 47,82 s |
| 5     | KOR  | Hwang Sun-woo      | 47,93 s |
| 6     | SRB  | Andrej Barna       | 48,02 s |
| 7     | USA  | Matt King          | 48,06 s |
| 7     | CHN  | Wang Haoyu         | 48,06 s |

#### 200 m Freistil
| Platz | Land | Athlet            | Zeit        |
| ----- | ---- | ----------------- | ----------- |
| 1     | KOR  | Hwang Sun-woo     | 1:44,75 min |
| 2     | LTU  | Danas Rapšys      | 1:45,05 min |
| 3     | USA  | Luke Hobson       | 1:45,26 min |
| 4     | GER  | Lukas Märtens     | 1:45,33 min |
| 5     | GER  | Rafael Miroslaw   | 1:45,84 min |
| 6     | GBR  | Duncan Scott      | 1:45,86 min |
| 7     | AUS  | Elijah Winnington | 1:46,20 min |
| 8     | BRA  | Guilherme Costa   | 1:46,87 min |

#### 400 m Freistil
| Platz | Land | Athlet                | Zeit        |
| ----- | ---- | --------------------- | ----------- |
| 1     | KOR  | Kim Woo-min           | 3:42,71 min |
| 2     | AUS  | Elijah Winnington     | 3:42,86 min |
| 3     | GER  | Lukas Märtens         | 3:42,96 min |
| 4     | BRA  | Guilherme Costa       | 3:44,22 min |
| 5     | BEL  | Lucas Pierre Henveaux | 3:44,61 min |
| 6     | SWE  | Victor Johansson      | 3:45,87 min |
| 7     | IRL  | Daniel Wiffen         | 3:46,65 min |
| 8     | AUT  | Felix Auböck          | 3:51,60 min |

#### 800 m Freistil
| Platz | Land | Athlet               | Zeit        |
| ----- | ---- | -------------------- | ----------- |
| 1     | IRL  | Daniel Wiffen        | 7:40,94 min |
| 2     | AUS  | Elijah Winnington    | 7:42,95 min |
| 3     | ITA  | Gregorio Paltrinieri | 7:42,98 min |
| 4     | GER  | Sven Schwarz         | 7:44,29 min |
| 5     | HUN  | Kristof Rasovszky    | 7:44,42 min |
| 6     | SWE  | Victor Johansson     | 7:47,08 min |
| 7     | ITA  | Luca De Tullio       | 7:49,79 min |
| 8     | UKR  | Mychajlo Romantschuk | 7:54,51 min |

#### 1500 m Freistil
| Platz | Land | Athlet               | Zeit         |
| ----- | ---- | -------------------- | ------------ |
| 1     | IRL  | Daniel Wiffen        | 14:34,07 min |
| 2     | GER  | Florian Wellbrock    | 14:44,61 min |
| 3     | FRA  | David Aubry          | 14:44,85 min |
| 4     | HUN  | Dávid Betlehem       | 14:46,44 min |
| 5     | UKR  | Mychajlo Romantschuk | 14:47,54 min |
| 6     | GER  | Sven Schwarz         | 14:47,89 min |
| 7     | CHN  | Fei Liwei            | 14:50,51 min |
| 8     | TUR  | Kuzey Tuncelli       | 14:59,76 min |

#### 50 m Rücken
| Platz | Land | Athlet           | Zeit    |
| ----- | ---- | ---------------- | ------- |
| 1     | AUS  | Isaac Cooper     | 24,13 s |
| 2     | USA  | Hunter Armstrong | 24,33 s |
| 3     | POL  | Ksawery Masiuk   | 24,44 s |
| 4     | RSA  | Pieter Coetze    | 24,59 s |
| 5     | GER  | Ole Braunschweig | 24,74 s |
| 6     | ESP  | Hugo González    | 24,77 s |
| 7     | ITA  | Michele Lamberti | 24,82 s |
| 8     | USA  | Michael Andrew   | 24,86 s |

#### 100 m Rücken
| Platz | Land | Athlet                 | Zeit    |
| ----- | ---- | ---------------------- | ------- |
| 1     | USA  | Hunter Armstrong       | 52,68 s |
| 2     | ESP  | Hugo González          | 52,70 s |
| 3     | GRE  | Apostolos Christou     | 53,36 s |
| 4     | GRE  | Evangelos Makrygiannis | 53,38 s |
| 5     | RSA  | Pieter Coetze          | 53,51 s |
| 6     | SUI  | Roman Mityukov         | 53,64 s |
| 7     | CZE  | Miroslav Knedla        | 53,74 s |
| 8     | USA  | Jack Aikins            | 54,50 s |

#### 200 m Rücken
| Platz | Land | Athlet            | Zeit        |
| ----- | ---- | ----------------- | ----------- |
| 1     | ESP  | Hugo González     | 1:55,30 min |
| 2     | SUI  | Roman Mityukov    | 1:55,40 min |
| 3     | RSA  | Pieter Coetze     | 1:55,99 min |
| 4     | USA  | Jack Aikins       | 1:56,21 min |
| 5     | KOR  | Juho Lee          | 1:56,38 min |
| 6     | GRE  | Apostolos Siskos  | 1:56,64 min |
| 7     | HUN  | Adam Telegdy      | 1:56,66 min |
| 8     | NED  | Kai van Westering | 1:57,19 min |

#### 50 m Brust
| Platz | Land | Athlet             | Zeit    |
| ----- | ---- | ------------------ | ------- |
| 1     | AUS  | Sam Williamson     | 26,32 s |
| 2     | ITA  | Nicolò Martinenghi | 26,39 s |
| 3     | USA  | Nic Fink           | 26,49 s |
| 4     | GBR  | Adam Peaty         | 26,77 s |
| 5     | GER  | Lucas Matzerath    | 26,80 s |
| 6     | ITA  | Simone Cersuolo    | 26,93 s |
| 7     | ARU  | Mikel Schreuders   | 26,97 s |
| 8     | SLO  | Peter Stevens      | 27,07 s |

#### 100 m Brust
| Platz | Land | Athlet              | Zeit    |
| ----- | ---- | ------------------- | ------- |
| 1     | USA  | Nic Fink            | 58,57 s |
| 2     | ITA  | Nicolò Martinenghi  | 58,84 s |
| 3     | GBR  | Adam Peaty          | 59,10 s |
| 4     | AUS  | Sam Williamson      | 59,21 s |
| 5     | NED  | Arno Kamminga       | 59,22 s |
| 6     | NIA  | Ilja Schymanowitsch | 59,35 s |
| 7     | GER  | Lucas Matzerath     | 59,37 s |
| 7     | NED  | Caspar Corbeau      | 59,37 s |

#### 200 m Brust
| Platz | Land | Athlet          | Zeit        |
| ----- | ---- | --------------- | ----------- |
| 1     | CHN  | Zhihao Dong     | 2:07,94 min |
| 2     | NED  | Caspar Corbeau  | 2:08,24 min |
| 3     | USA  | Nic Fink        | 2:08,85 min |
| 4     | USA  | Jake Foster     | 2:09,31 min |
| 5     | JPN  | Ikuru Hiroshima | 2:09,37 min |
| 6     | FIN  | Matti Mattsson  | 2:09,80 min |
| 7     | NED  | Arno Kamminga   | 2:10,06 min |
| 8     | SWE  | Erik Persson    | 2:10,21 min |

#### 50 m Schmetterling
| Platz | Land | Athlet              | Zeit    |
| ----- | ---- | ------------------- | ------- |
| 1     | POR  | Diogo Matos Ribeiro | 22,97 s |
| 2     | USA  | Michael Andrew      | 23,07 s |
| 3     | AUS  | Cameron McEvoy      | 23,08 s |
| 4     | AUS  | Isaac Cooper        | 23,12 s |
| 5     | TTO  | Dylan Carter        | 23,17 s |
| 6     | ESP  | Mario Mollá         | 23,29 s |
| 7     | KOR  | Baek In-chul        | 23,35 s |
| 8     | USA  | Shaine Casas        | 23,47 s |

#### 100 m Schmetterling
| Platz | Land | Athlet              | Zeit    |
| ----- | ---- | ------------------- | ------- |
| 1     | POR  | Diogo Matos Ribeiro | 51,17 s |
| 2     | AUT  | Simon Bucher        | 51,28 s |
| 3     | POL  | Jakub Majerski      | 51,32 s |
| 4     | NED  | Nyls Korstanje      | 51,41 s |
| 5     | RSA  | Chad le Clos        | 51,48 s |
| 6     | USA  | Zach Harting        | 51,68 s |
| 7     | ESP  | Mario Mollá         | 51,72 s |
| 8     | BUL  | Jossif Miladinow    | 51,73 s |

#### 200 m Schmetterling
| Platz | Land | Athlet              | Zeit        |
| ----- | ---- | ------------------- | ----------- |
| 1     | JPN  | Tomoru Honda        | 1:53,88 min |
| 2     | ITA  | Alberto Razzetti    | 1:54,65 min |
| 3     | AUT  | Martin Espernberger | 1:55,16 min |
| 4     | POL  | Michał Chmielewski  | 1:55,36 min |
| 5     | EST  | Kregor Zirk         | 1:55,48 min |
| 6     | HUN  | Richárd Márton      | 1:55,76 min |
| 7     | NZL  | Lewis Clareburt     | 1:55,86 min |
| 8     | RSA  | Matthew Sates       | 1:57,23 min |

#### 200 m Lagen
| Platz |     |                  |             |
| ----- | --- | ---------------- | ----------- |
| 1     | CAN | Finlay Knox      | 1:56,64 min |
| 2     | USA | Carson Foster    | 1:56,97 min |
| 3     | ITA | Alberto Razzetti | 1:57,42 min |
| 4     | JPN | Daiya Seto       | 1:57,54 min |
| 5     | USA | Shaine Casas     | 1:57,73 min |
| 6     | GBR | Duncan Scott     | 1:57,75 min |
| 7     | NZL | Lewis Clareburt  | 1:58,66 min |
| 8     | CHN | Zhang Zhanshuo   | 1:59,17 min |

#### 400 m Lagen
| Platz | Land | Athlet           | Zeit        |
| ----- | ---- | ---------------- | ----------- |
| 1     | NZL  | Lewis Clareburt  | 4:09,72 min |
| 2     | GBR  | Max Litchfield   | 4:10,40 min |
| 3     | JPN  | Daiya Seto       | 4:12,51 min |
| 4     | USA  | Carson Foster    | 4:12,62 min |
| 5     | USA  | David Johnston   | 4:13,05 min |
| 5     | ITA  | Alberto Razzetti | 4:13,05 min |
| 7     | CAN  | Lorne Wigginton  | 4:14,98 min |
| 8     | HUN  | Balazs Hollo     | 4:19,66 min |

#### 4 × 100 m Freistil
Der Chinese Pan Zhanle stellte als Startschwimmer in 46,80 s einen neuen Weltrekord über 100 m Freistil auf.
| Platz | Land | Athleten                                                                    | Zeit        |
| ----- | ---- | --------------------------------------------------------------------------- | ----------- |
| 1     | CHN  | Pan Zhanle Ji Xinjie Zhang Zhanshuo Wang Haoyo                              | 3:11,08 min |
| 2     | ITA  | Alessandro Miressi Lorenzo Zazzeri Paolo Conte Bonin Manuel Frigo           | 3:12,08 min |
| 3     | USA  | Matt King Shaine Casas Luke Hobson Carson Foster                            | 3:12,29 min |
| 4     | GBR  | Matthew Richards Jacob Henry Whittle Tom Dean Duncan Scott                  | 3:12,55 min |
| 5     | HUN  | Nándor Németh Szebasztián Szabó Dániel Mészáros Ádám Jászó                  | 3:13,66 min |
| 6     | GRE  | Apostolos Christou Kristian Gkolomeev Stergios Marios Bilas Andreas Vazaios | 3:13,67 min |
| 7     | SRB  | Velimir Stjepanović Andrej Barna Uroš Nikolić Nikola Aćin                   | 3:13,88 min |
| 8     | ESP  | Sergio de Celis Luis Domínguez Carles Coll Martí Mario Mollá                | 3:14,93 min |

#### 4 × 200 m Freistil
| Platz | Land | Athleten                                                                               | Zeit        |
| ----- | ---- | -------------------------------------------------------------------------------------- | ----------- |
| 1     | CHN  | Ji Xinjie Wang Haoyu Pan Zhanle Zhang Zhanshuo                                         | 7:01,84 min |
| 2     | KOR  | Hwang Sun-woo Kim Woo-min Yang Jae-hoon Lee Ho-joon                                    | 7:01,94 min |
| 3     | USA  | Luke Hobson Carson Foster Hunter Armstrong David Johnston                              | 7:02,08 min |
| 4     | GBR  | Duncan Scott Matthew Richards Max Litchfield Jack McMillan                             | 7:05,09 min |
| 5     | ITA  | Filippo Megli Alessandro Ragani Matteo Ciampi Stefano Di Cola                          | 7:07,00 min |
| 6     | GRE  | Dimitrios Markos Konstantinos Englezakis Konstantinos Emmanouil Stamou Andreas Vazaios | 7:09,10 min |
| 7     | LTU  | Damas Rapsys Tomas Navikonis Tomas Lukminas Rokas Jazdauskas                           | 7:11,57 min |
| 8     | ESP  | Cesar Castro Louis Dominguez Sergio de Celis Mario Mollá                               | 7:11,65 min |

#### 4 × 100 m Lagen
| Platz | Land | Athleten                                                                 | Zeit        |
| ----- | ---- | ------------------------------------------------------------------------ | ----------- |
| 1     | USA  | Hunter Armstrong Nic Fink Zach Harting Matt King                         | 3:29,80 min |
| 2     | NED  | Kai van Westering Arno Kamminga Nyls Korstanje Stan Pijnenburg           | 3:31,23 min |
| 3     | ITA  | Michele Lamberti Nicolò Martinenghi Gianmarco Sansone Alessandro Miressi | 3:31,59 min |
| 4     | CAN  | Blake Tierney James Dergousoff Finlay Knox Javier Acevedo                | 3:32,89 min |
| 5     | ESP  | Hugo González Carles Coll Martí Mario Mollá Sergio de Celis              | 3:33,20 min |
| 6     | AUT  | Bernhard Reitshammer Valentin Bayer Simon Bucher Heiko Gigler            | 3:34,62 min |
| 7     | IRL  | Conor Ferguson Darragh Greene Max McCusker Shane Ryan                    | 3:35,28     |
| 8     | POL  | Ksawery Masiuk Jan Kałusowski Jakub Majerski Kamil Sieradzki             | DSQ         |

### Gemischte Staffeln

#### 4 × 100 m Freistil
| Platz | Land | Athlet/in                                                        | Zeit             |
| ----- | ---- | ---------------------------------------------------------------- | ---------------- |
| 1     | CHN  | Pan Zhanle Wang Haoyu Li Bingjie Yu Yiting                       | 3:21,18 min (AS) |
| 2     | AUS  | Kai Taylor Jack Cartwright Shayna Jack Brianna Throssell         | 3:21,78 min      |
| 3     | USA  | Hunter Armstrong Matt King Claire Curzan Kate Douglass           | 3:22,28 min      |
| 4     | CAN  | Finlay Knox Javier Acevedo Taylor Ruck Rebecca Smith             | 3:23,79 min      |
| 5     | ITA  | Alessandro Miressi Manuel Frigo Sofia Morini Chiara Tarantino    | 3:24,40 min      |
| 6     | NED  | Stan Pijnenburg Caspar Corbeau Kira Toussaint Marrit Steenbergen | 3:25,10 min      |
| 7     | SVK  | Matej Duša Tibor Tistan Lillian Slušná Teresa Ivan               | 3:29,88 min      |
| 8     | HKG  | Lau Shiu Yue Ian Ho Camille Cheng Tam Hoi Lam                    | 3:31,13 min      |

#### 4 × 100 m Lagen
| Platz | Land | Athlet/in                                                                | Zeit        |
| ----- | ---- | ------------------------------------------------------------------------ | ----------- |
| 1     | USA  | Hunter Armstrong Nic Fink Claire Curzan Kate Douglass                    | 3:40,22 min |
| 2     | AUS  | Bradley Woodward Sam Williamson Brianna Throssell Shayna Jack            | 3:43,12 min |
| 3     | GBR  | Medi Harris Adam Peaty Matthew Richards Anna Hopkin                      | 3:45,09 min |
| 4     | POL  | Ksawery Masiuk Dominika Sztandera Jakub Majerski Katarzyna Wasick        | 3:46,04 min |
| 5     | GRE  | Apostolos Christou Arkadios Aspougalis Anna Doudounaki Theodora Drakou   | 3:46,69 min |
| 6     | ITA  | Michele Lambretti Nicolò Martinenghi Giulia D’Innocenzo Chiara Tarantino | 3:47,29 min |
| 7     | SWE  | Hanna Rosvall Erik Persson Louise Hansson Björn Seeliger                 | 3:47,46 min |
| 8     | JPN  | Osamu Kato Ikuru Hiroshima Chiharu Iitsuka Nagisa Ikemoto                | 3:47,60 min |

## Ergebnisse Freiwasserschwimmen

### Männer

#### 5 km
| Platz | Land | Athleten             | Zeit        |
| ----- | ---- | -------------------- | ----------- |
| 1     | FRA  | Logan Fontaine       | 51:29,3 min |
| 2     | FRA  | Marc-Antoine Olivier | +0,3 s      |
| 3     | ITA  | Domenico Acerenza    | +0,7 s      |
| 4     | HUN  | Kristóf Rasovszky    | +1,2 s      |
| 5     | ITA  | Gregorio Paltrinieri | +2,4 s      |
| 6     | HUN  | Dávid Betlehem       | +5,5 s      |
| 7     | GRE  | Athanasios Kynigakis | +6,8 s      |
| 8     | GER  | Oliver Klemet        | +7,1 s      |

#### 10 km
| Platz | Land | Athleten             | Zeit        |
| ----- | ---- | -------------------- | ----------- |
| 1     | HUN  | Kristóf Rasovszky    | 1:48:21,2 h |
| 2     | FRA  | Marc-Antoine Olivier | +2,4 s      |
| 3     | GBR  | Hector Pardoe        | +8,0 s      |
| 4     | FRA  | Logan Fontaine       | +8,3 s      |
| 5     | AUS  | Nicholas Sloman      | +8,4 s      |
| 6     | HUN  | Dávid Betlehem       | +8,7 s      |
| 7     | ITA  | Domenico Acerenza    | +9,2 s      |
| 8     | ITA  | Dario Verani         | +9,6 s      |

### Frauen

#### 5 km
| Platz | Land | Athletinnen           | Zeit         |
| ----- | ---- | --------------------- | ------------ |
| 1     | NED  | Sharon van Rouwendaal | 57:33,90 min |
| 2     | AUS  | Chelsea Gubecka       | +1,1 s       |
| 3     | BRA  | Ana Marcela Cunha     | +2,9 s       |
| 4     | USA  | Katie Grimes          | +4,5 s       |
| 5     | FRA  | Océane Cassignol      | +5,0 s       |
| 6     | ESP  | María de Valdés       | +5,6 s       |
| 7     | ITA  | Giulia Gabbrielleschi | +13,7 s      |
| 8     | FRA  | Caroline Jouisse      | +17,6 s      |

#### 10 km
| Platz | Land | Athletinnen           | Zeit        |
| ----- | ---- | --------------------- | ----------- |
| 1     | NED  | Sharon van Rouwendaal | 1:57:26,8 h |
| 2     | ESP  | María de Valdés       | +0,1 s      |
| 3     | POR  | Angélica André        | +1,4 s      |
| 4     | AUS  | Moesha Johnson        | +4,0 s      |
| 4     | BRA  | Ana Marcela Cunha     | +4,0 s      |
| 6     | USA  | Mariah Denigan        | +4,3 s      |
| 7     | FRA  | Caroline Jouisse      | +5,5 s      |
| 8     | ITA  | Arianna Bridi         | +6,4 s      |

### Team

#### 4 × 1,5 km
| Platz | Land | Athlet/in                                                                  | Zeit        |
| ----- | ---- | -------------------------------------------------------------------------- | ----------- |
| 1     | AUS  | Moesha Johnson Chelsea Gubecka Nicholas Sloman Kyle Lee                    | 1:03:28,0 h |
| 2     | ITA  | Giulia Gabbrielleschi Arianna Bridi Gregorio Paltrinieri Domenico Acerenza | +0,2 s      |
| 3     | HUN  | Bettina Fábián Mira Szimcsák Dávid Betlehem Kristóf Rasovszky              | +38,8 s     |
| 4     | GER  | Leonie Beck Celine Rieder Oliver Klemet Arne Schubert                      | +43,6 s     |
| 5     | USA  | Mariah Denigan Katie Grimes Charlie Clark Michael Brinegar                 | +48,1 s     |
| 6     | FRA  | Océane Cassignol Caroline Jouisse Marc-Antoine Olivier Logan Fontaine      | +1:37,5 min |
| 7     | POR  | Mafalda Rosa Angélica André Diogo Cardoso Tiago Campos                     | +1:37,7 min |
| 8     | BRA  | Ana Marcela Cunha Viviane Jungblut Pedro Farias Henrique Figueirinha       | +2:08,2 min |

## Ergebnisse Wasserspringen

### Männer

#### 1-Meter-Einzel (Sprungbrett)
| Platz | Land | Athlet            | Punkte |
| ----- | ---- | ----------------- | ------ |
| 1     | MEX  | Osmar Olvera      | 431,75 |
| 2     | AUS  | Li Shixin         | 395,70 |
| 3     | GBR  | Ross Haslam       | 393,10 |
| 4     | ITA  | Giovanni Tocci    | 388,75 |
| 5     | ITA  | Lorenzo Marsaglia | 378,25 |
| 6     | AUS  | Kurtis Mathews    | 372,90 |
| 7     | FRA  | Gwendal Bisch     | 352,55 |
| 8     | UKR  | Danylo Kanowalow  | 349,55 |

#### 3-Meter-Einzel (Sprungbrett)
| Platz | Land | Athlet          | Punkte |
| ----- | ---- | --------------- | ------ |
| 1     | CHN  | Wang Zongyuan   | 538,70 |
| 2     | CHN  | Xie Siyi        | 516,10 |
| 3     | MEX  | Osmar Olvera    | 498,40 |
| 4     | COL  | Luis Uribe      | 443,15 |
| 5     | FRA  | Jules Bouyer    | 439,50 |
| 6     | GBR  | Ross Haslam     | 438,60 |
| 7     | GER  | Moritz Wesemann | 433,75 |
| 8     | KOR  | Woo Ha-ram      | 424,50 |

#### 10-Meter-Einzel (Plattform Turm)
| Platz | Land | Athlet            | Punkte |
| ----- | ---- | ----------------- | ------ |
| 1     | CHN  | Yang Hao          | 564,05 |
| 2     | CHN  | Cao Yuan          | 553,20 |
| 3     | UKR  | Oleksij Sereda    | 528,65 |
| 4     | MEX  | Randal Willars    | 505,00 |
| 5     | CAn  | Rylan Wiens       | 489,20 |
| 6     | GBR  | Kyle Kothari      | 482,20 |
| 7     | GBR  | Noah Williams     | 479,05 |
| 8     | USA  | Brandon Loschiavo | 453,35 |

#### 3-Meter-Synchron (Sprungbrett)
| Platz | Land | Athleten                         | Punkte |
| ----- | ---- | -------------------------------- | ------ |
| 1     | CHN  | Long Daoyi Wang Zongyuan         | 442,41 |
| 2     | ITA  | Lorenzo Marsaglia Giovanni Tocci | 384,24 |
| 3     | ESP  | Adrian Abadía Nicolás García     | 383,28 |
| 4     | MEX  | Rodrigo Diego López Osmar Olvera | 383,19 |
| 5     | GBR  | Anthony Harding Jack Laughter    | 376,26 |
| 6     | UKR  | Oleh Kolodij Danylo Konolowalow  | 363,12 |
| 7     | POL  | Kacper Lesiak Andrzej Rzeszutek  | 362,04 |
| 8     | KOR  | Yi Jae-gyeong Kim Yeong-taek     | 351,21 |

#### 10-Meter-Synchron (Plattform Turm)
| Platz | Land | Athleten                          | Punkte |
| ----- | ---- | --------------------------------- | ------ |
| 1     | CHN  | Lian Junjie Yang Hao              | 470,76 |
| 2     | GBR  | Tom Daley Noah Williams           | 422,37 |
| 3     | UKR  | Kirill Boljuch Oleksij Sereda     | 406,47 |
| 4     | MEX  | Kevin Berlín Randal Willars       | 390,87 |
| 5     | CAN  | Nathan Zsombor-Murray Rylan Wiens | 388,20 |
| 6     | AUS  | Cassiel Rousseau Domonic Bedggood | 384,15 |
| 7     | GER  | Jaden Eikermann Timo Barthel      | 373,71 |
| 8     | PRK  | Im Yong-myong Ko Che-won          | 372,96 |

#### 27-Meter-Einzel (Klippe)
| Platz | Land | Athleten                      | Punkte |
| ----- | ---- | ----------------------------- | ------ |
| 1     | GBR  | Aidan Heslop                  | 422,95 |
| 2     | FRA  | Gary Hunt                     | 413,25 |
| 3     | ROU  | Cătălin Preda                 | 410,20 |
| 4     | USA  | James Lichtenstein            | 376,60 |
| 5     | MEX  | Yoloti Otniel Martinez Cabral | 363,30 |
| 6     | MEX  | Sergio Guzman                 | 357,16 |
| 7     | ESP  | Carlos Gimeno                 | 355,00 |
| 8     | ROU  | Constantin Popovici           | 340,50 |

### Frauen

#### 1-Meter-Einzel (Sprungbrett)
| Platz | Land | Athletin         | Punkte |
| ----- | ---- | ---------------- | ------ |
| 1     | AUS  | Alysha Koloi     | 260,50 |
| 2     | GBR  | Grace Reid       | 257,25 |
| 3     | EGY  | Maha Eissa       | 257,15 |
| 4     | GER  | Jette Müller     | 253,70 |
| 5     | MEX  | Arantxa Chávez   | 249,70 |
| 6     | USA  | Hailey Hernandez | 249,60 |
| 7     | USA  | Alison Gibson    | 249,35 |
| 8     | KOR  | Kim Su-ji        | 248,60 |

#### 3-Meter-Einzel (Sprungbrett)
| Platz | Land | Athletin        | Punkte |
| ----- | ---- | --------------- | ------ |
| 1     | CHN  | Chang Yani      | 354,75 |
| 2     | CHN  | Chen Yiwen      | 336,60 |
| 3     | KOR  | Kim Su-ji       | 311,25 |
| 4     | AUS  | Maddison Keeney | 302,95 |
| 5     | USA  | Sarah Bacon     | 302,65 |
| 6     | GER  | Lena Hentschel  | 289,95 |
| 7     | MEX  | Aranza Vázquez  | 284,10 |
| 8     | GBR  | Grace Reid      | 284,00 |

#### 10-Meter-Einzel (Plattform Turm)
| Platz | Land | Athletin                  | Punkte |
| ----- | ---- | ------------------------- | ------ |
| 1     | CHN  | Quan Hongchan             | 436,25 |
| 2     | CHN  | Chen Yuxi                 | 427,80 |
| 3     | GBR  | Andrea Spendolini-Sirieix | 377,10 |
| 4     | PRK  | Kim Mi-rae                | 349,10 |
| 5     | ITA  | Sarah Jodoin di Maria     | 322,15 |
| 6     | GBR  | Lois Toulson              | 321,60 |
| 7     | MEX  | Gabriela Agúndez          | 316,30 |
| 8     | CAN  | Caeli McKay               | 310,05 |

#### 3-Meter-Synchron (Sprungbrett)
| Platz | Land | Athletinnen                        | Punkte |
| ----- | ---- | ---------------------------------- | ------ |
| 1     | CHN  | Chang Yani Chen Yiwen              | 323,43 |
| 2     | AUS  | Anabelle Smith Maddison Keeney     | 300,45 |
| 3     | GBR  | Scarlett Mew Jensen Yasmin Harper  | 281,70 |
| 4     | USA  | Krysta Palmer Alison Gibson        | 279,30 |
| 5     | UKR  | Hanna Pysmenska Wiktorija Kessar   | 277,47 |
| 6     | GER  | Jette Müller Lena Hentschel        | 273,93 |
| 7     | MEX  | Arantxa Chávez Paola Pineda        | 269,55 |
| 8     | ITA  | Chiara Pellacani Elena Bertocchini | 260,28 |

#### 10-Meter-Synchron (Plattform Turm)
| Platz | Land | Athletinnen                            | Punkte |
| ----- | ---- | -------------------------------------- | ------ |
| 1     | CHN  | Chen Yuxi Quan Hongchan                | 362,22 |
| 2     | PRK  | Kim Mi-rae Jo Jin-mi                   | 320,70 |
| 3     | GBR  | Louis Toulson Andrea Spendolini-Siriex | 299,34 |
| 4     | MEX  | Gabriela Agúndez Alejandra Orozco      | 296,34 |
| 5     | UKR  | Ksenja Bailo Sofia Lyskun              | 292,50 |
| 6     | CAN  | Caeli McKay Kate Miller                | 287,34 |
| 7     | GER  | Christina Wassen Elena Wassen          | 277,98 |
| 8     | USA  | Delaney Schnell Jessica Parratto       | 271,26 |

#### 20-Meter-Einzel (Klippe)
| Platz | Land | Athletin         | Punkte |
| ----- | ---- | ---------------- | ------ |
| 1     | AUS  | Rhiannan Iffland | 342,00 |
| 2     | CAN  | Molly Carlson    | 320,70 |
| 3     | CAN  | Jessica Macaulay | 320,35 |
| 4     | USA  | Kaylea Arnett    | 300,05 |
| 5     | AUS  | Xantheia Pennisi | 291,95 |
| 6     | GER  | Anna Bader       | 291,80 |
| 7     | CAN  | Simone Leathead  | 279,70 |
| 8     | ITA  | Elisa Cosetti    | 272,90 |

### Mixed

#### 3-Meter-Synchron (Sprungbrett)
| Platz | Land | Athlet/in                           | Punkte |
| ----- | ---- | ----------------------------------- | ------ |
| 1     | AUS  | Maddison Keeney Domonic Bedggood    | 300,93 |
| 2     | ITA  | Ciara Pellacani Matteo Santoro      | 287,49 |
| 3     | KOR  | Kim Su-ji Yi Jae-gyeong             | 285,03 |
| 4     | GBR  | Ross Haslam Grace Reid              | 278,28 |
| 5     | MEX  | Jahir Ocampo Paola Pineda Vazquez   | 275,31 |
| 6     | SWE  | Emilia Nilsson Garip Elias Petereon | 267,39 |
| 7     | USA  | Bridget O’Neil Noah Duperre         | 262,39 |
| 8     | FRA  | Nais Gillet Gwendal Bisch           | 260,85 |

#### 10-Meter-Synchron (Plattform Turm)
| Platz | Land | Athlet/in                          | Punkte |
| ----- | ---- | ---------------------------------- | ------ |
| 1     | CHN  | Huang Jianjie Zhang Jiaqi          | 353,82 |
| 2     | PRK  | Jo Jin-mi Hyon Il-myong            | 303,96 |
| 3     | MEX  | Kevin Berlín Alejandra Estudillo   | 296,13 |
| 4     | USA  | Bayleigh Cranford Tyler Wills      | 291,90 |
| 5     | GER  | Elena Wassen Tom Waldsteiner       | 291,42 |
| 6     | KOR  | Shin Jung-whi Kim Na-hyun          | 262,80 |
| 7     | ESP  | Ana Carvajal Max Linan             | 242,76 |
| 8     | ITA  | Eduard Timbretti Gugiu Irene Pesce | 186,36 |

#### Team
Kombinationswettbewerb im Einzel- und Synchronspringen vom 3-Meter-Sprungbrett und vom 10-Meter-Turm (jeweils eine Frau und ein Mann im Einzel und einmal beide zusammen im Synchronspringen; die Punkte aller sechs Sprünge, einmal vom Brett und einmal vom Turm, wurden aufsummiert)
| Platz | Land | Athleten                                                                 | Punkte |
| ----- | ---- | ------------------------------------------------------------------------ | ------ |
| 1     | GBR  | Tom Daley Scarlett Mew Jensen Daniel Goodfellow Andrea Spendolini-Siriex | 421,65 |
| 2     | MEX  | Gabriela Agúndez Jahir Ocampo Randal Willars Aranza Vázquez              | 412,80 |
| 3     | AUS  | Cassiel Rousseau Maddison Keeney Nikita Hains Shixin Li                  | 385,35 |
| 4     | GER  | Moritz Wesemann Elena Wassen Lena Hentschel Timo Barthel                 | 362,05 |
| 5     | USA  | Lyle Yost Brandon Loschiavo Katrina Young Sarah Bacon                    | 344,75 |
| 6     | INA  | Andriyan Andriyan Adityo Restu Putra Gladies Lariesa Garina Haga         | 330,60 |
| 7     | PRK  | Jin Mi Jo Yong Myong Im Che Won Ko Hui Yon Kim                           | 320,85 |
| 8     | ESP  | Valeria Antolino Rocío Velázquez Nicolas Garcia Boissier Carlos Camacho  | 310,55 |

## Ergebnisse Synchronschwimmen

### Frauen

#### Solo (technisches Programm)
| Platz | Land | Athletin             | Punkte   |
| ----- | ---- | -------------------- | -------- |
| 1     | GRE  | Evangelia Platanioti | 272,9633 |
| 2     | CAN  | Jacqueline Simoneau  | 269,2767 |
| 3     | CHN  | Xu Huiyan            | 262,3700 |

#### Duett (technisches Programm)
| Platz | Land | Athletinnen                    | Punkte   |
| ----- | ---- | ------------------------------ | -------- |
| 1     | CHN  | Wang Liuyi Wang Qianyi         | 266,0484 |
| 2     | GBR  | Kate Shortmann Isabelle Thorpe | 259,5601 |
| 3     | ESP  | Alisa Ozhogina Iris Tió        | 258,0333 |

#### Mannschaft (technisches Programm)
| Platz | Land | Athletinnen | Punkte   |
| ----- | ---- | --- | -------- |
| 1     | CHN  | Chang Hao Feng Yu Wang Ciyue Wang Liuyi Wang Qianyi Xiang Binxuan Xiao Yanning Zhang Yayi                               | 299,8712 |
| 2     | ESP  | Lilou Lluís Valette Marina García Polo Meritxell Mas Alisa Ozhogina Paula Ramírez Sara Saldaña Iris Tió Blanca Toledano | 275,8925 |
| 3     | JPN  | Moe Higa Moeka Kijima Uta Kobayashi Ayano Shimada Ami Wada Tomoka Sato Mashiro Yasunaga Megumu Yoshida                  | 275,8787 |

#### Solo (freies Programm)
| Platz | Land | Athletin              | Punkte   |
| ----- | ---- | --------------------- | -------- |
| 1     | CAN  | Jacqueline Simoneau   | 264,8207 |
| 2     | GRE  | Evangelia Platanioti  | 253,2833 |
| 3     | NAA  | Wassilina Chandoschka | 245,1042 |

#### Duett (freies Programm)
| Platz | Land | Athletinnen                          | Punkte   |
| ----- | ---- | ------------------------------------ | -------- |
| 1     | CHN  | Wang Liuyi Wang Qianyi               | 250,7729 |
| 2     | NED  | Bregje de Brouwer Noortje de Brouwer | 250,4979 |
| 3     | GBR  | Kate Shortmann Isabelle Thorpe       | 247,2626 |

#### Mannschaft (freies Programm)
| Platz | Land | Athletinnen                                                                                                   | Punkte   |
| ----- | ---- | --- | -------- |
| 1     | CHN  | Chang Hao Cheng Wentao Feng Yu Li Xiuchen Wang Ciyue Xiang Binxuan Xiao Yanning Zhang Yayi                    | 399,7604 |
| 2     | JPN  | Moe Higa Moeka Kijima Uta Kobayashi Tomoka Sato Ami Wada Akane Yanagisawa Mashiro Yasunaga Megumu Yoshida     | 315,2229 |
| 3     | USA  | Anita Alvarez Jaime Czarkowski Megumi Field Audrey Kwon Calista Liu Jacklyn Luu Daniella Ramirez Natalia Vega | 304,9021 |

### Männer

#### Solo (technisches Programm)
| Platz | Land | Athlet           | Punkte   |
| ----- | ---- | ---------------- | -------- |
| 1     | CHN  | Yang Shuncheng   | 246,4766 |
| 2     | ITA  | Girogio Minisini | 245,3166 |
| 3     | COL  | Gustavo Sánchez  | 231,0000 |

#### Solo (freies Programm)
| Platz | Land | Athlet                | Punkte   |
| ----- | ---- | --------------------- | -------- |
| 1     | ITA  | Giorgio Minisini      | 210,1355 |
| 2     | ESP  | Dennis González Beneu | 192,2750 |
| 3     | COL  | Gustavo Sánchez       | 192,0812 |

### Mixed

#### Mixed Duett (technisches Programm)
| Platz | Land | Athleten                         | Punkte   |
| ----- | ---- | -------------------------------- | -------- |
| 1     | KAZ  | Nargisa Bolatowa Eduard Kim      | 228,0050 |
| 2     | CHN  | Cheng Wentao Shi Haoyu           | 223,3166 |
| 3     | MEX  | Miranda Barrera Diego Villalobos | 217,5192 |

#### Mixed Duett (freies Programm)
| Platz | Land | Athleten                         | Punkte   |
| ----- | ---- | -------------------------------- | -------- |
| 1     | CHN  | Cheng Wentao Shi Haoyu           | 224,1437 |
| 2     | ESP  | Dennis González Mireia Hernández | 208,3583 |
| 3     | MEX  | Trinidad Meza Diego Villalobos   | 192,5772 |

#### Akrobatik Routine
| Platz | Land | Athletinnen | Punkte   |
| ----- | ---- | --- | -------- |
| 1     | CHN  | Chang Hao Feng Yu Wang Ciyue Wang Liuyi Wang Qianyi Xiang Binxuan Xiao Yanning Zhang Yayi                                                                | 244,1767 |
| 2     | UKR  | Maryna Aleksijiwa Wladyslawa Aleksijiwa Marta Fjedina Oleksandra Horezka Weronika Hryschko Darja Moschynska Anastassija Schmonina Walerija Tyschtschenko | 243,3167 |
| 3     | USA  | Anita Alvarez Jaime Czarkowski Nicole Malina Dzurko Keana Hunter Audrey Kwon Calista Liu Bill May Daniella Ramirez                                       | 242,2300 |

## Ergebnisse Wasserball
→ Hauptartikel: Wasserball-Weltmeisterschaften 2024

### Männer
| Platz | Land         |
| ----- | ------------ |
| 1     | Kroatien     |
| 2     | Italien      |
| 3     | Spanien      |
| 4     | Frankreich   |
| 5     | Griechenland |
| 6     | Serbien      |
| 7     | Ungarn       |
| 8     | Montenegro   |

### Frauen
| Platz | Land               |
| ----- | ------------------ |
| 1     | Vereinigte Staaten |
| 2     | Ungarn             |
| 3     | Spanien            |
| 4     | Griechenland       |
| 5     | Niederlande        |
| 6     | Australien         |
| 7     | Italien            |
| 8     | Kanada             |